# Allotinus maximus
Allotinus maximus är en fjärilsart som beskrevs av Otto Staudinger 1888. Allotinus maximus ingår i släktet Allotinus och familjen juvelvingar. Inga underarter finns listade i Catalogue of Life.